# María del Carmen Martín del Campo
María del Carmen Martín del Campo Ramírez, más conocida como “Carmelita” Martín del Campo, (San Miguel el Alto, Jalisco; 28 de diciembre de 1911-17 de julio de 1995) fue una diputada federal y primera mujer presidente municipal del estado de Aguascalientes y la segunda de México en 1957, después de haberse aprobado la modificación al artículo 115 de la Constitución Política de los Estados Unidos Mexicanos en 1946, en la cual se aprobaba la participación de mujeres en igualdad de condiciones para votar y ser votadas.

## Biografía
María del Carmen Martín del Campo Ramírez nació el 28 de diciembre de 1911 en San Miguel el Alto, Jalisco. 
Fue hija de Alberto Martín del Campo y Vicenta Ramírez. Ella y sus padres emigraron a Zamora, Michoacán, lugar donde Carmelita comienza sus estudios. Se graduó como Contadora Privada y en 1942 después de que su padre fallece, emigra junto con su madre Vicenta, a Aguascalientes.
Carmelita falleció el 17 de julio de 1995.

## Trayectoria
Fue la contadora del Banco del Centro en Aguascalientes, cargo que ejerció por cuatro años, para después convertirse en la gerente de esa institución, siendo la primera mujer en ocupar un puesto de ese nivel en Aguascalientes. Dicho puesto le permitió posicionarse e integrarse dentro de la vida política del estado.

#### Presidencia municipal de Aguascalientes
En octubre de 1956, en la escuela primaria Miguel Alemán, Martín del Campo tomó protesta como candidata al Partido Revolucionario Institucional (PRI) para la alcaldía capitalina dirigiendo este mensaje:
“El que una mujer como yo reciba por vez primera en Aguascalientes una distinción tan señalada, comprueba que la evolución cívica del país va alcanzando cada día mejores metas. Las mujeres de México somos deudoras al régimen que con tan gran acierto encabeza nuestro digno presidente de la República, el señor don Adolfo Ruíz Cortines, de la conquista plena de nuestros derechos políticos; ello ha convertido a la mujer no sólo en compañera del hombre dentro del hogar y en su sostén moral como madre, como esposa o como hija, sino en una colaboradora directa en las tareas de servicio público y en la dirección de los asuntos del Estado. Al expresarme así, quiero interpretar con la mayor fidelidad posible el sentimiento de las mujeres de Aguascalientes y trataremos de justificar con esfuerzo constante y trabajo honrado lo atinado de este paso trascendental para la vida pública de México (…)”.
Tres años después de otorgarse en derecho al sufragio femenino en México, Carmelita fue aprobada por unanimidad como candidata a la presidencia municipal de Aguascalientes.
El día de la elección Carmelita postulada por el PRI, obtuvo 24, 943 votos, y 338 fueron para el Partido Popular, siendo elegida para el periodo del 1 de enero de 1957 al 31 de diciembre de 1959.
Fue la segunda presidente municipal en México, después de Aurora Meza Andraca en Chilpancingo, Guerrero en 1938.
Después de ocupar el cargo de presidenta municipal, fue diputada del Congreso del Estado de Aguascalientes en la XLVI Legislatura, de 1965 a 1968 en representación del distrito 4. Y en la LI Legislatura de 1980 a 1983 en representación del distrito 7, además ejerció funciones como secretaria de finanzas del Comité Directivo Estatal del PRI y secretaria técnica del Consejo Municipal de Educación.
Después de que Martín del Campo, se desempeñará como presidenta municipal, transcurrieron 34 años para que otra mujer ocupara el puesto de presidenta municipal en Aguascalientes, fue María Alicia de la Rosa López, por suplencia de Armando Romero, en virtud de la licencia autorizada para separarse del cargo, quien ocupó el cargo de 1991 a 1993. Y en 2011, Lorena Martínez Rodríguez tomó protesta como presidenta municipal de Aguascalientes, siendo, postulada por el PRI.

## Reconocimientos
En 2017, la LXIII Legislatura del Estado de Aguascalientes rindió homenaje a María del Carmen Martín del Campo Ramírez, por ser la primera presidenta municipal de Aguascalientes, develándose las letras doradas en el Recinto Oficial de Sesiones Soberana Convención Revolucionaria, el nombre de María del Carmen Martín del Campo Ramírez.
El 1° de abril de 2019 fue publicado en el Periódico Oficial de la Federación, la reforma por medio de la cual se incorpora el otorgamiento de la medalla María del Carmen Martín del Campo Ramírez, otorgada a “mujeres que resalten por su trayectoria en el ámbito cultural, económico, político, académico y social”.